# Kreuzstein bei Mindorf

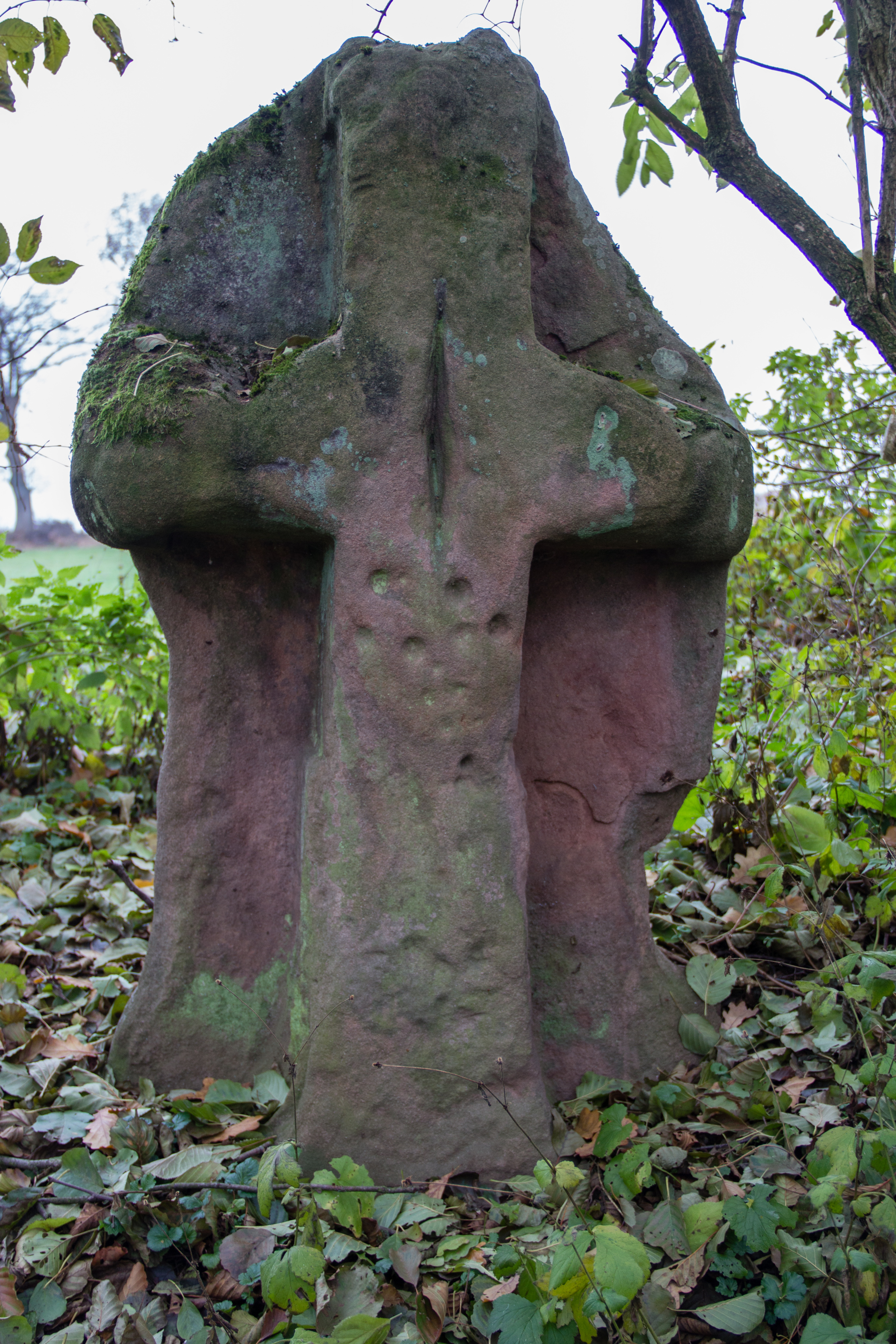
Kreuzstein bei Mindorf

Der Kreuzstein bei Mindorf ist ein historischer Kreuzstein in Mindorf, einem Gemeindeteil der mittelfränkischen Stadt Hilpoltstein im Landkreis Roth in Bayern.

## Lage
Das Kleindenkmal befindet sich am nördlichen Ortsrand von Mindorf. Es steht dort versteckt am Rande eines meist trockengefallenen Baches, etwa 20 Meter nördlich der Kreisstraße RH 25. Der Kreuzstein, der früher mitten in einem Feld stand, wurde im Rahmen der Flurbereinigung an den heutigen Standort versetzt.

## Beschreibung

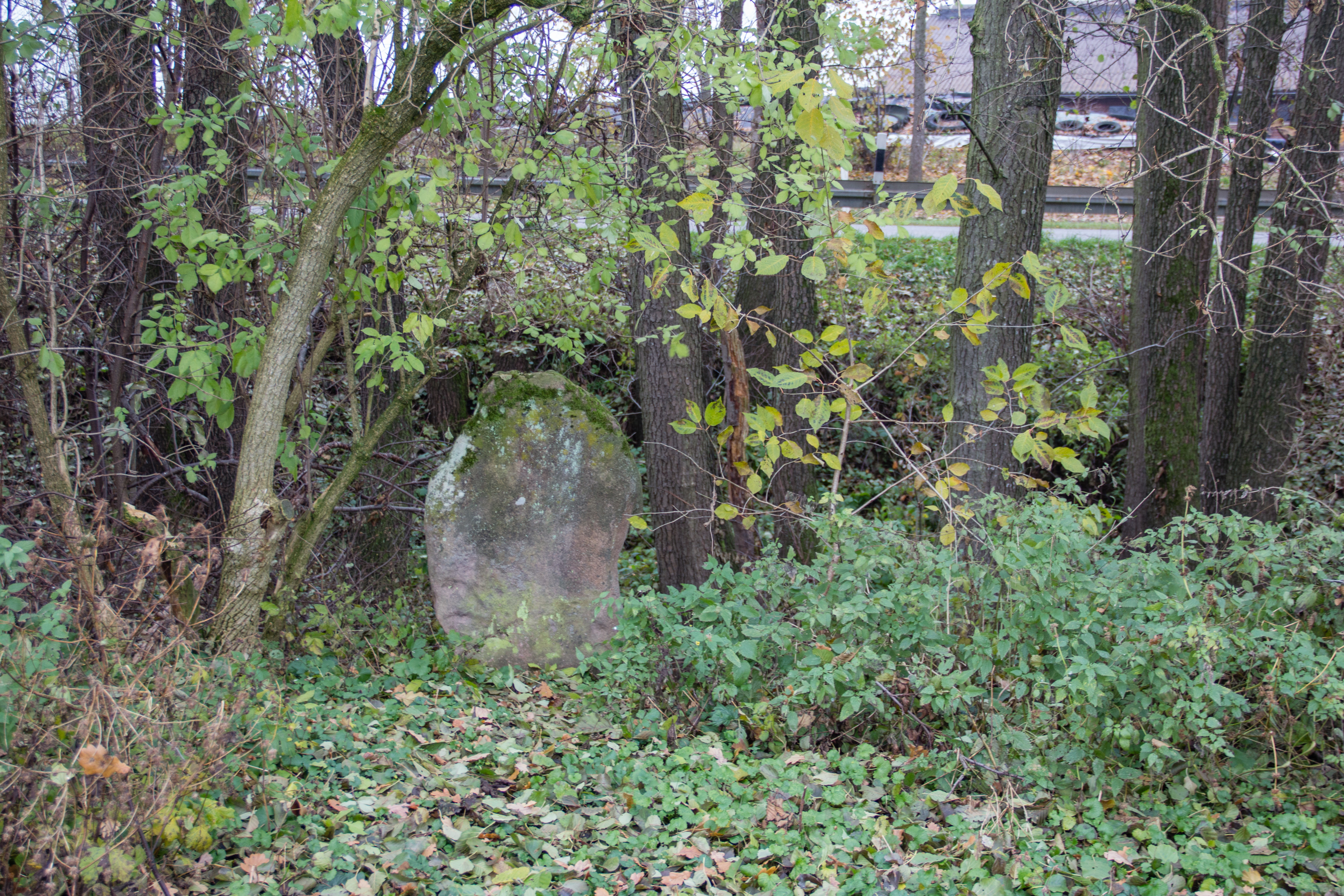
Sicht auf den Standort

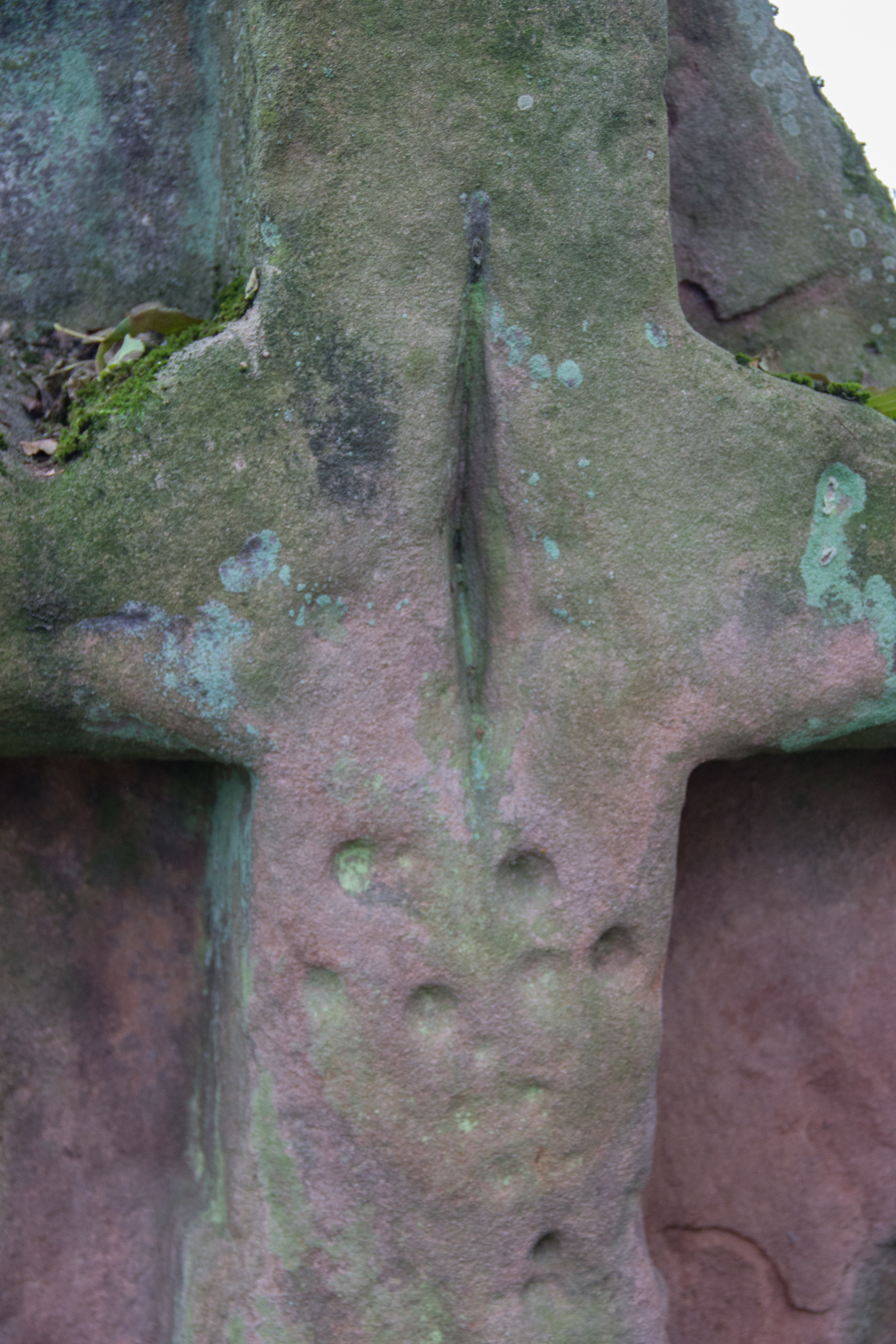
Wetzrille und Näpfchen

Bei diesem Kreuzstein handelt es sich nicht um ein typisches Sühnekreuz den ein Schuldiger aufstellen musste, sondern um ein Denkmal, welches von den Eltern des Opfers gestiftet wurde.
Er ist etwa 130 cm × 80 cm × 33 cm groß und besteht aus Sandstein. Der Kreuzstein weist starke Abschläge am Rand der Grundplatte auf. Aus dem Stein ist ein lateinisches Kreuz herausgearbeitet. Im Kreuzungsfeld befindet sich eine senkrechte und tiefe Wetzrille. Darunter sind viele Näpfchen eingekerbt. Entstanden sein dürfte das Kreuz nach 1646.
Das Denkmal steht im Zusammenhang mit einem Raubmord von 1646 an dem Lübecker Kaufmann Johann Schlüter. Auf einer Bronzetafel an seinem Grab am Nürnberger Johannisfriedhof findet sich  folgende Inschrift:
„Anno 1646 den 14.Februar verschied der Erbar und Fürnehm Johann Schlüter von Lübeck …. Welcher auf seiner Reyss nach Italia 6 Meil von hier hinter Weinsfeld von einer Rauberischen Parthey Reiter angesprengt etliche Reysgeferten todt. Er aber durch Laib tödtlich geschossen darauf nach Weinsfeld kommen von dar uff Hilpoltstein geführt und als er daselbst 17 stund nach empfangen Schuss in Christi Jesu seinem Erlöser seeliglich entschlafen zurück hierher gebracht und den 19.Februar in dieses Ruhebettelein Christlich bestattet worden.“
Die Hohe Straße, eine Fernverbindung zwischen Bad Wimpfen und Nürnberg führte auch durch den Landkreis Roth. Sie war im Dreißigjährigen Krieg noch in Benutzung. Der Überfall erfolgte auf den Lübecker Kaufmannssohn Johann Schlütter. Er wollte zusammen mit dem Nürnberger Kaufmann und dem Ratsmitglied Georg Fürst, einem bayerischen Rittmeister und 17 Dragonern eines Regiments im Februar 1646 von Nürnberg nach Bozen reisen. Am 3. Februar 1646 wurde die Gruppe bei Mindorf von Reitern und Schnapphähnen angegriffen. Johann Schlütter wurde ermordet und seine Leiche zurück nach Nürnberg gebracht. Für die Ermordeten wurde am Tatort dieser Kreuzstein errichtet.